# Giovanni Battista Cevasco
Giovanni Battista Cevasco (Genova, 1817 – Genova, 12 gennaio 1891) è stato uno scultore italiano esponente della scuola naturalista, attivo soprattutto nella città natale, autore di monumenti pubblici, statue e busti di personaggi illustri e monumenti funerari.

## Biografia

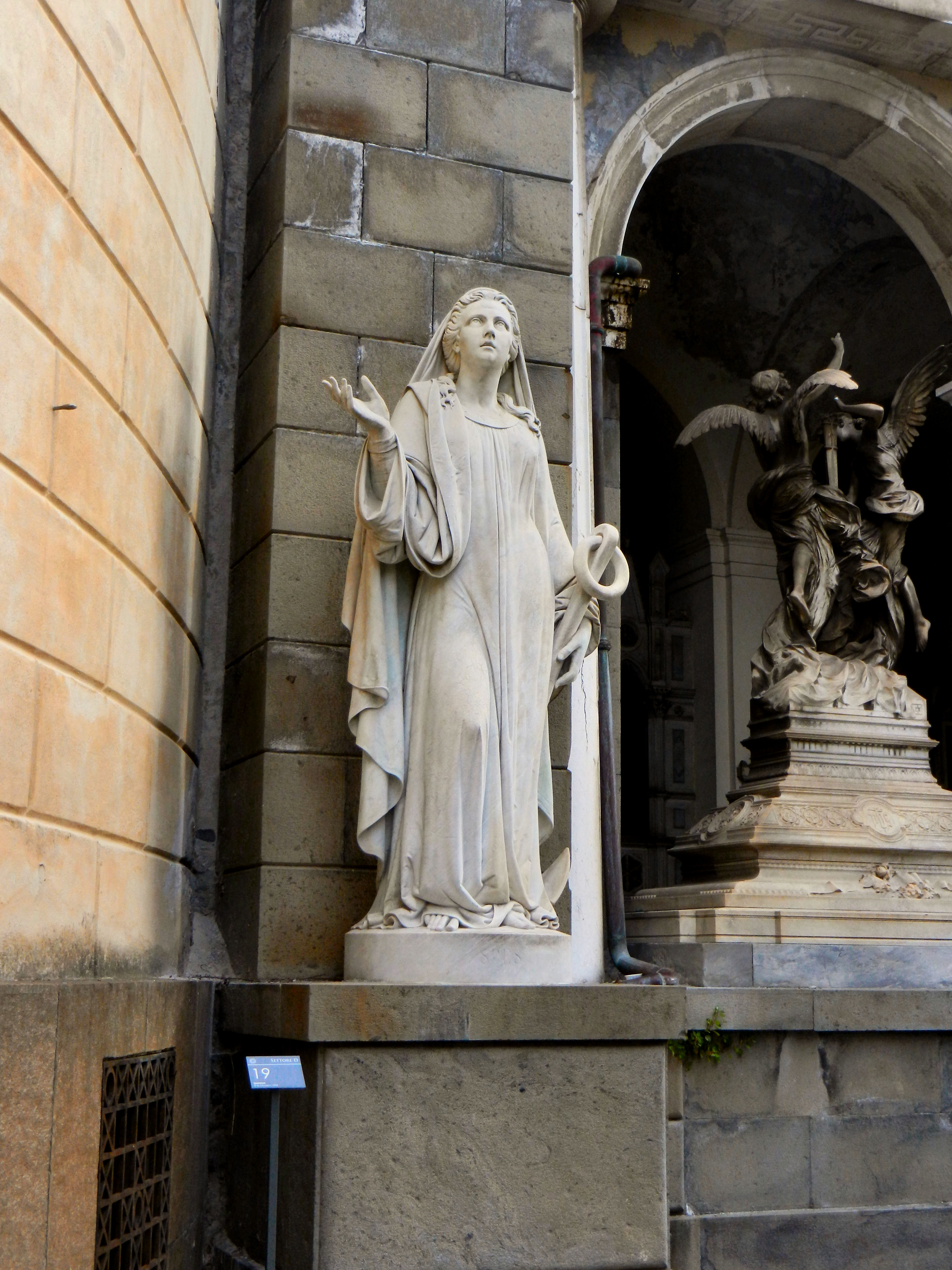
Genova, cimitero di Staglieno, statua della Speranza (1878)

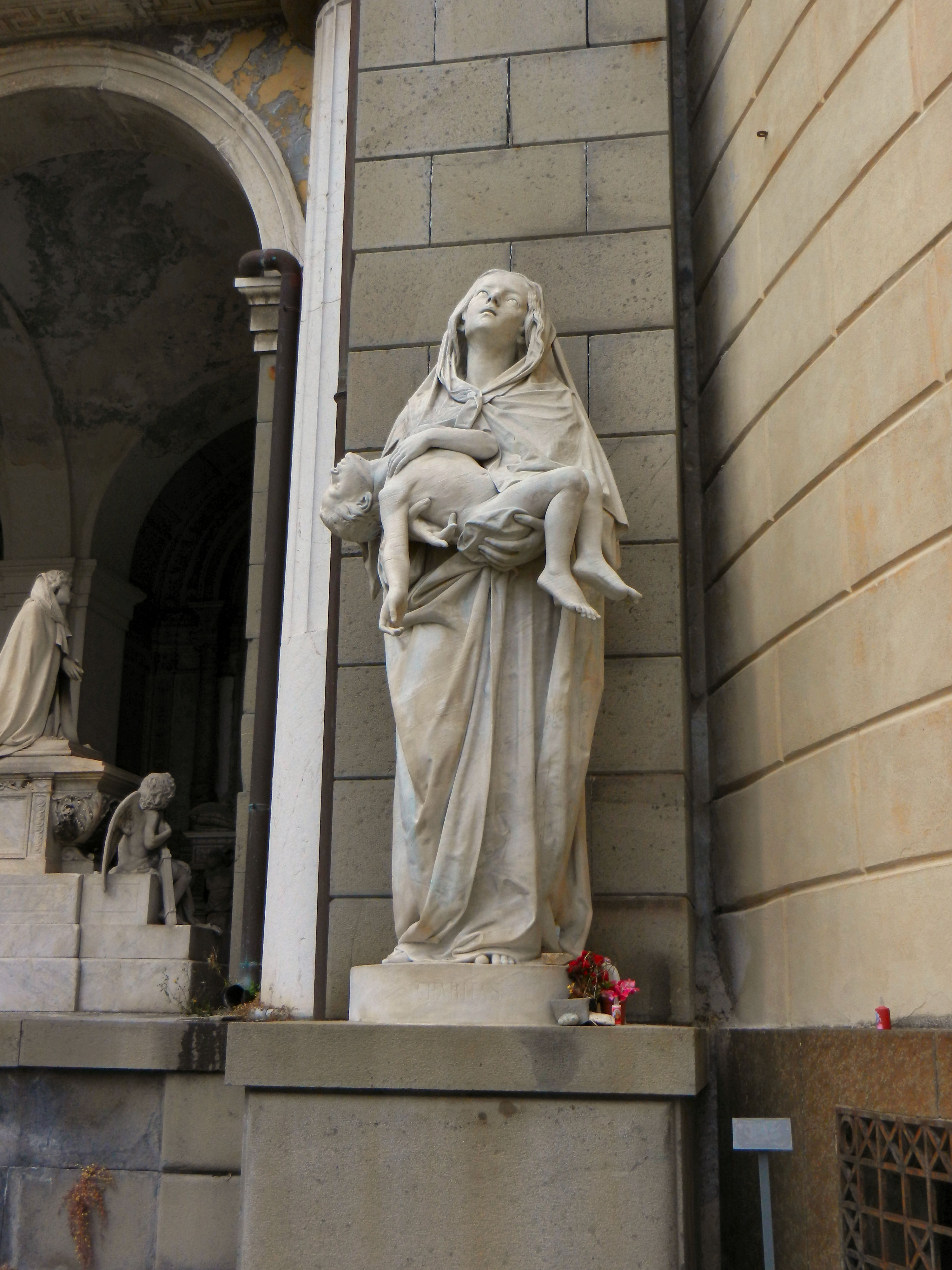
Genova, cimitero di Staglieno, statua della Carità (1878)

Si formò presso l'Accademia ligustica dove fu allievo di Giuseppe Gaggini e G. B. Garaventa, distinguendosi tra i migliori studenti; nel 1841, a soli 24 anni, fu nominato "accademico di merito" per la scultura e divenne uno degli insegnanti della stessa accademia. Tra il 1842 e il 1845 fece parte delle commissioni di esame nei concorsi per la scultura, la pittura e l'incisione.
In quegli stessi anni il marchese Ignazio Pallavicini gli commissionò numerose statue per il grande parco romantico che Michele Canzio stava realizzando per suo conto nella villa di Pegli. Il Cevasco collaborò inoltre all'ideazione delle strutture allegoriche del parco, tra cui il portale ad arco, ornato di fregi, statue e bassorilievi, posto all'ingresso del percorso di visita e il tempio di Diana al centro del lago, per il quale eseguì il gruppo del Tritone.
Alcuni anni più tardi, nel 1857, realizzò, sempre per la villa Durazzo-Pallavicini, la statua in marmo di Clelia Durazzo Grimaldi. Opera sua è anche il busto di Michele Canzio che si trova nel viale della villa. In quello stesso anno completò la statua in marmo di Carlo Alberto di Savoia che gli era stata commissionata da Vittorio Emanuele II, oggi nel palazzo Carignano a Torino, una delle poche sue opere presenti fuori dalla Liguria, che ottenne un notevole successo presso i suoi contemporanei.
A Genova il Cevasco ebbe un importante ruolo nella definizione del monumento a Cristoforo Colombo in piazza Acquaverde, voluto dal re Carlo Alberto. Disegnato da Michele Canzio nel 1846 la sua realizzazione fu inizialmente affidata allo scultore toscano Lorenzo Bartolini, che però morì mel 1850 lasciando solo alcuni disegni e un bozzetto in gesso; il Cevasco ebbe l'incarico di nominare il successore, da lui individuato in Pietro Freccia. Morto anche il Freccia nel 1856 per le conseguenze di una caduta dall'impalcatura durante la realizzazione del modello in gesso, la statua fu infine scolpita dal carrarese Andrea Franzoni nel 1861 e inaugurata nel 1862. Il Cevasco realizzò personalmente uno dei quattro bassorilievi del basamento.
Assai stimato dai suoi concittadini, trascorse tutta la vita a Genova realizzando opere prevalentemente in ambito locale, tra cui i busti di illustri contemporanei collocati a palazzo Doria-Tursi e numerosi monumenti funerari nel cimitero di Staglieno. Pochi i lavori per committenti al di fuori della Liguria: oltre alla citata statua del re Carlo Alberto, si ricordano un monumento sepolcrale nel cimitero di Torino ed il gruppo della Resurrezione per il cimitero "Presbítero Matías Maestro" a Lima (1858), altra opera che suscitò ammirazione tra i visitatori del suo studio. Secondo l’Alizeri avrebbe inviato altre opere a committenti oltre oceano ma non se ne hanno oggi notizie.
Partecipò attivamente alle vicende politiche del suo tempo, come attestano le numerose lettere (circa cinquecento) inviate a protagonisti del Risorgimento e conservate presso l'Istituto mazziniano di Genova. Insieme ad altri giovani intellettuali genovesi collaborò al periodico di letteratura, arte e spettacolo "L’Espero", fondato da Federico Alizeri nel dicembre del 1840 e chiuso dalle autorità sabaude nel novembre 1845 perché ritenuto troppo progressista. Collaborò anche a pubblicazioni di carattere artistico (a lui si devono le sezioni relative a chiese, ville e giardini sul volume "Descrizione di Genova e del Genovesato"), suo è l'elogio dell'architetto Carlo Barabino in "Elogi di liguri illustri", pubblicato nel 1846.
Nel 1847 lanciò un appello a tutti gli artisti italiani perché aderissero al movimento per la liberazione e l'unificazione dell'Italia. Fu consigliere comunale di Genova dal 1848 al 1878 e intorno alla metà degli anni sessanta dell'Ottocento ricoprì anche l'incarico di vicepresidente dell'ente che presiedeva agli asili infantili di Genova.
Morì a Genova il 12 gennaio 1891; è sepolto nel cimitero di Staglieno.

## Opere

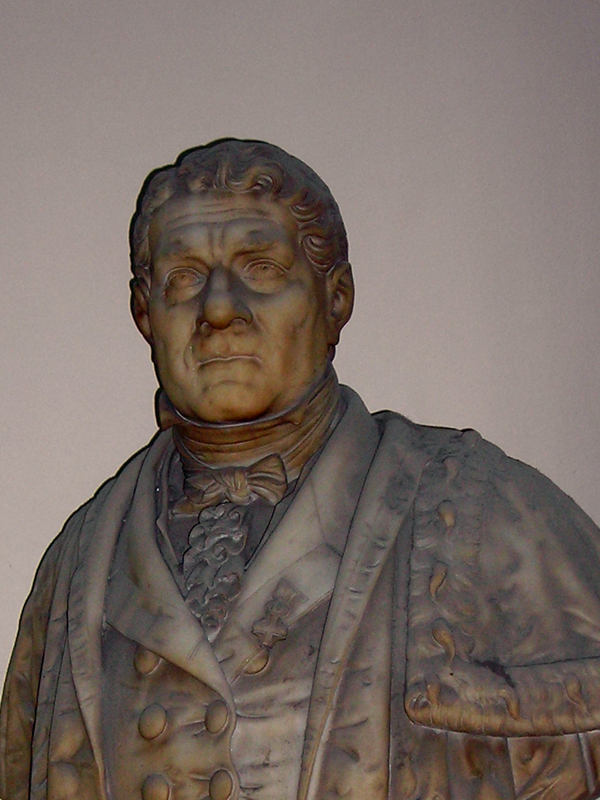
Busto di Carlo Barabino, Accademia ligustica di belle arti, Genova

Di seguito un elenco parziale delle sue opere.
- Statue nel parco della Villa Durazzo-Pallavicini a Pegli (1841-1846), tra le quali il gruppo del Tritone nel cosiddetto tempio di Diana, la statua in marmo di Clelia Durazzo Grimaldi ed il busto dell'artefice del giardino romantico, l'architetto Michele Canzio.[2][3]
- Nella stessa villa Durazzo-Pallavicini, disegno progettuale ed ornamenti (fregi, statue e bassorilievi) del portale di ingresso al percorso di visita[2][3]
- Statua in marmo di Carlo Alberto di Savoia (1858), oggi nel palazzo Carignano a Torino.[2] La statua, che raffigura il re sabaudo in divisa militare a grandezza naturale, era destinata in origine al palazzo reale di Torino, ma venne poi collocata lungo lo scalone del palazzo Madama ed in seguito trasferita nel palazzo Carignano.[9]
- Bassorilievo nel basamento del monumento a Cristoforo Colombo (Genova, piazza Acquaverde) raffigurante "Colombo che presenta ai reali di Spagna le ricchezze del nuovo mondo"[2]
- Busto di Carlo Barabino (1846), Genova, Accademia ligustica di belle arti
- Gruppo in legno dipinto raffigurante la Pietà, Novi Ligure, Chiesa di Sant'Andrea[2]
- Statua di San Sisto (1856), posta sull'altare maggiore dell'omonima chiesa genovese[2][10]
- Gruppo della Resurrezione nel cimitero "Presbítero Matías Maestro" a Lima (1858)[2]
- Statue della Speranza e della Carità, situate ai lati dell'ingresso del Pantheon, nel cimitero monumentale di Staglieno, Genova
- Monumenti funerari nel cimitero di Staglieno[3][11]: tombe Polleri, Gambaro (1861)[12], Chiarella (1864), Ghiglione (1870), Galleano (1871), Badaracco (1875)[13], Bomba (1885), Bonanati e Tollot[14]
- Monumento sepolcrale di Giuseppe Avena, nel cimitero di Torino (1857)[2]
- Bassorilievo raffigurante la Madonna, collocata sulla facciata di una casa di piazza Soziglia, Genova, come ex voto per aver risparmiato gli abitanti durante l'epidemia di colera del 1854[15]

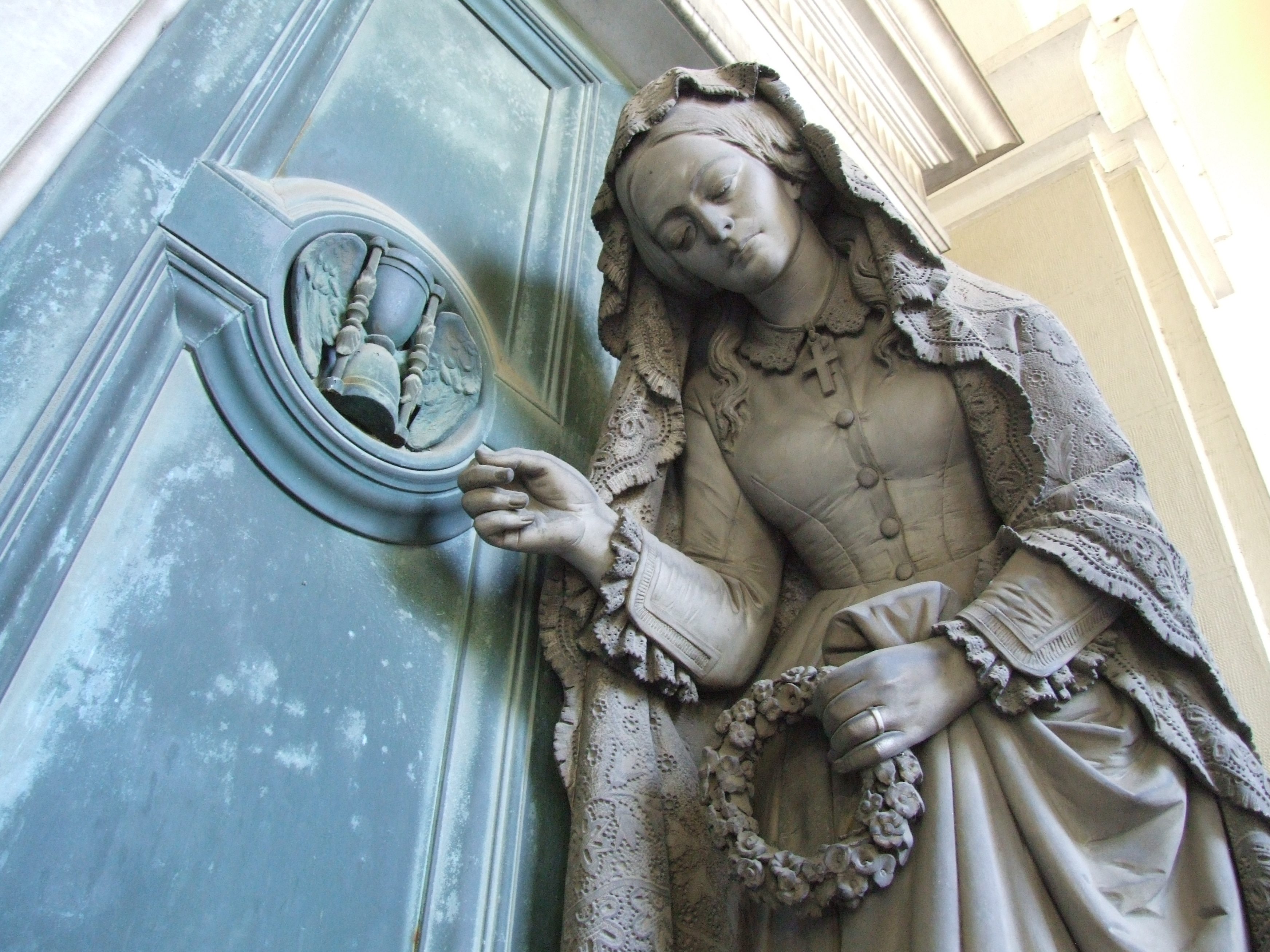
Tomba di Pietro Badaracco, particolare
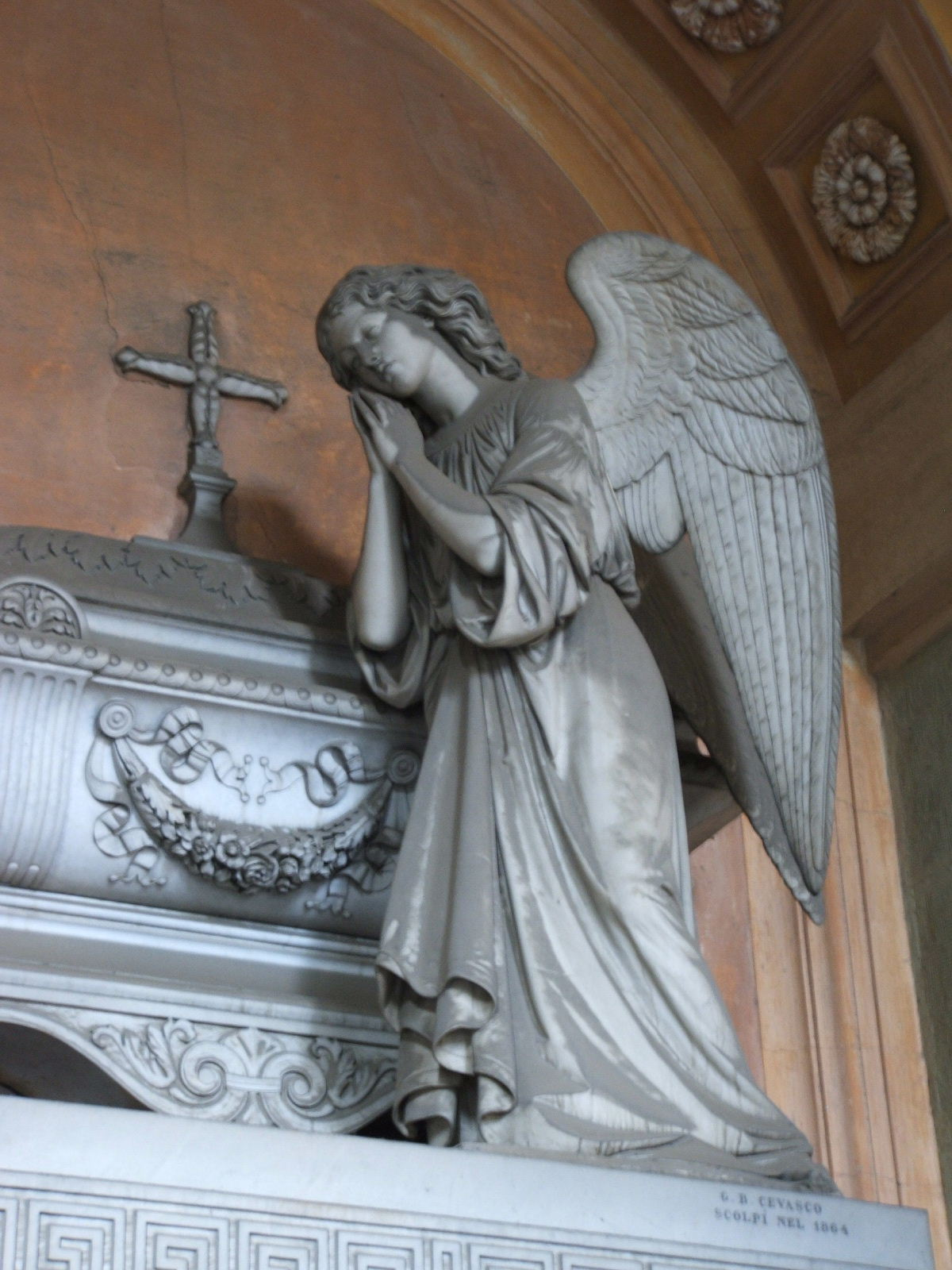
Angelo
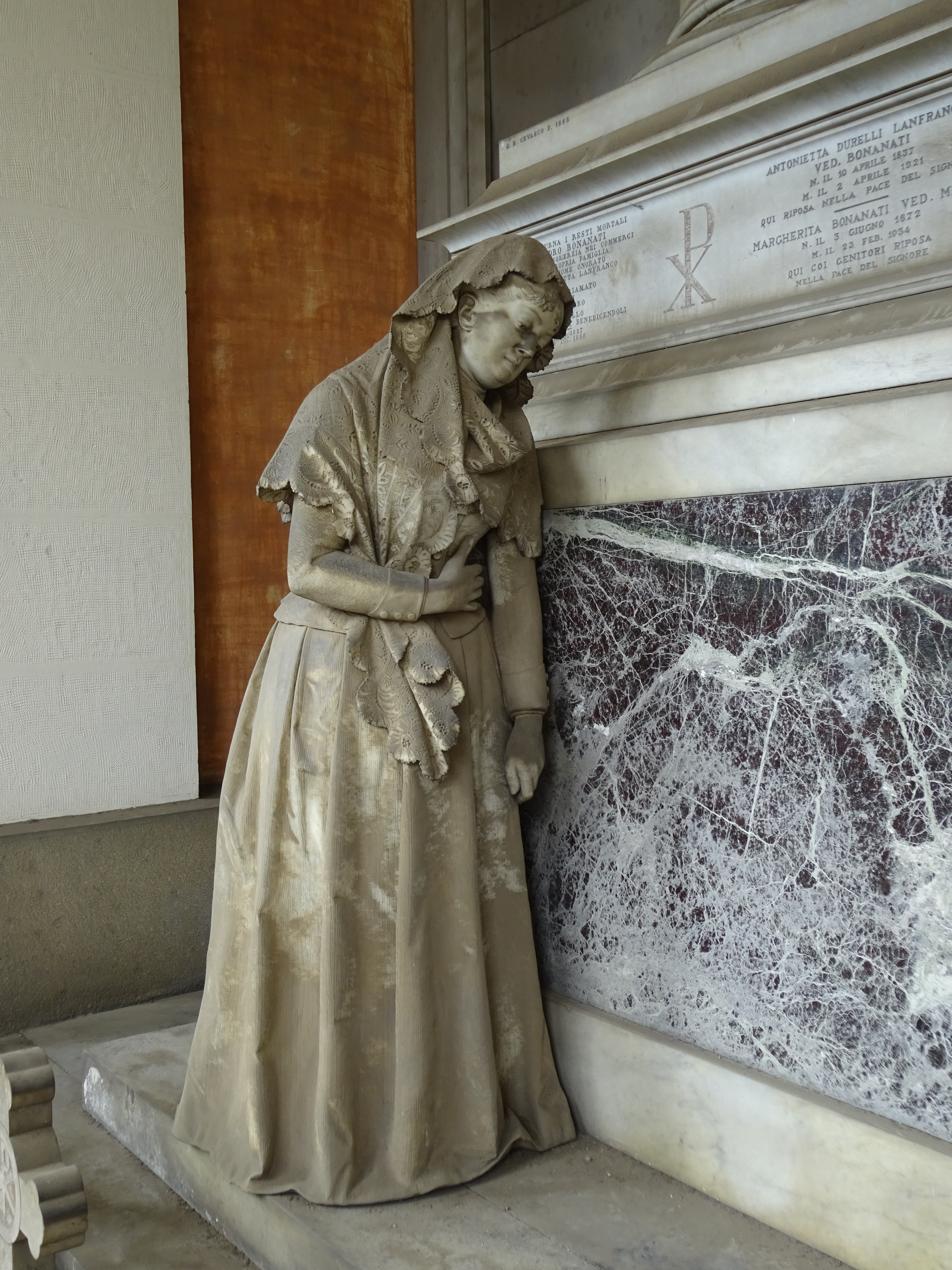
Tomba Bonanati
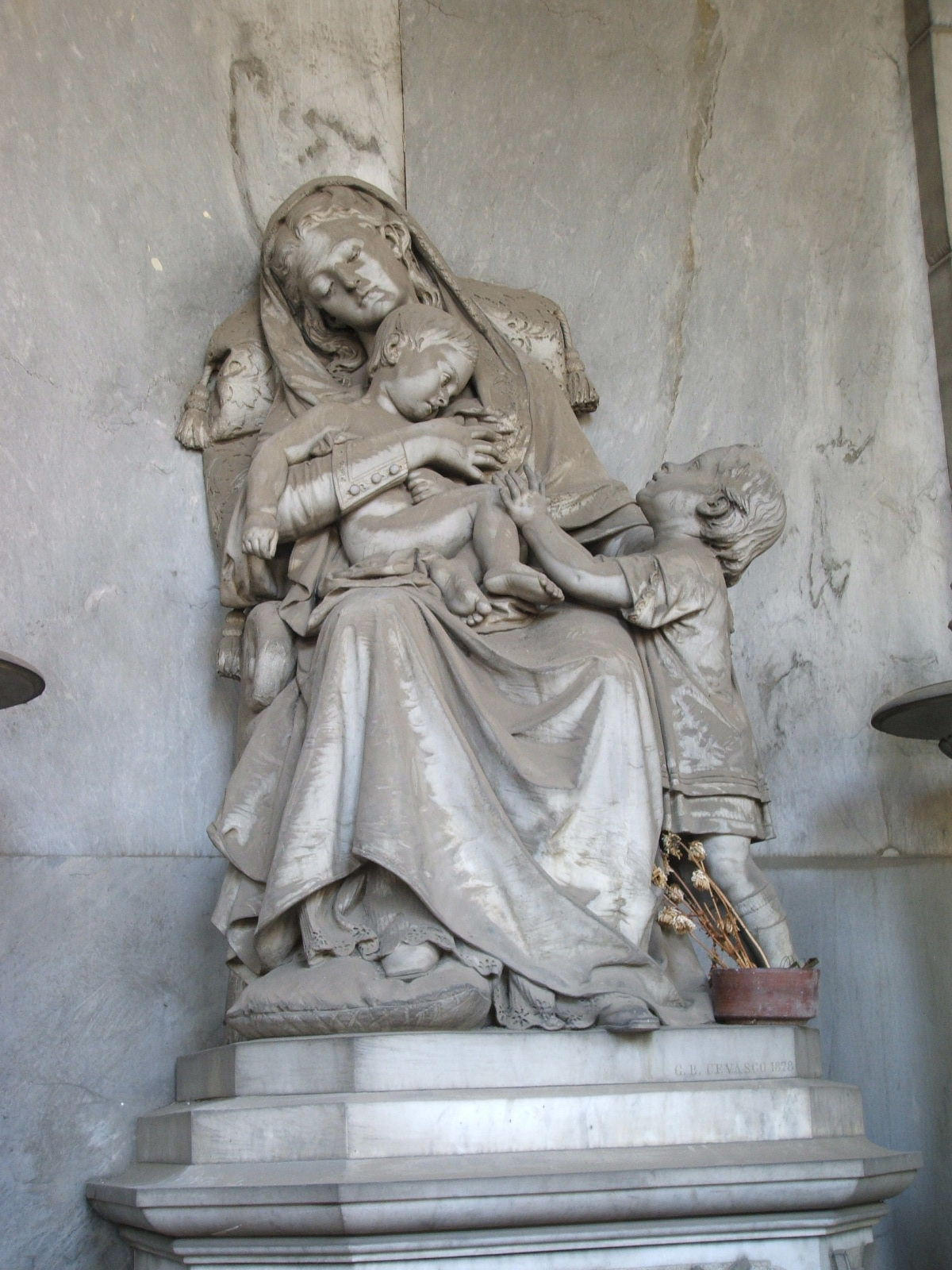
Statua
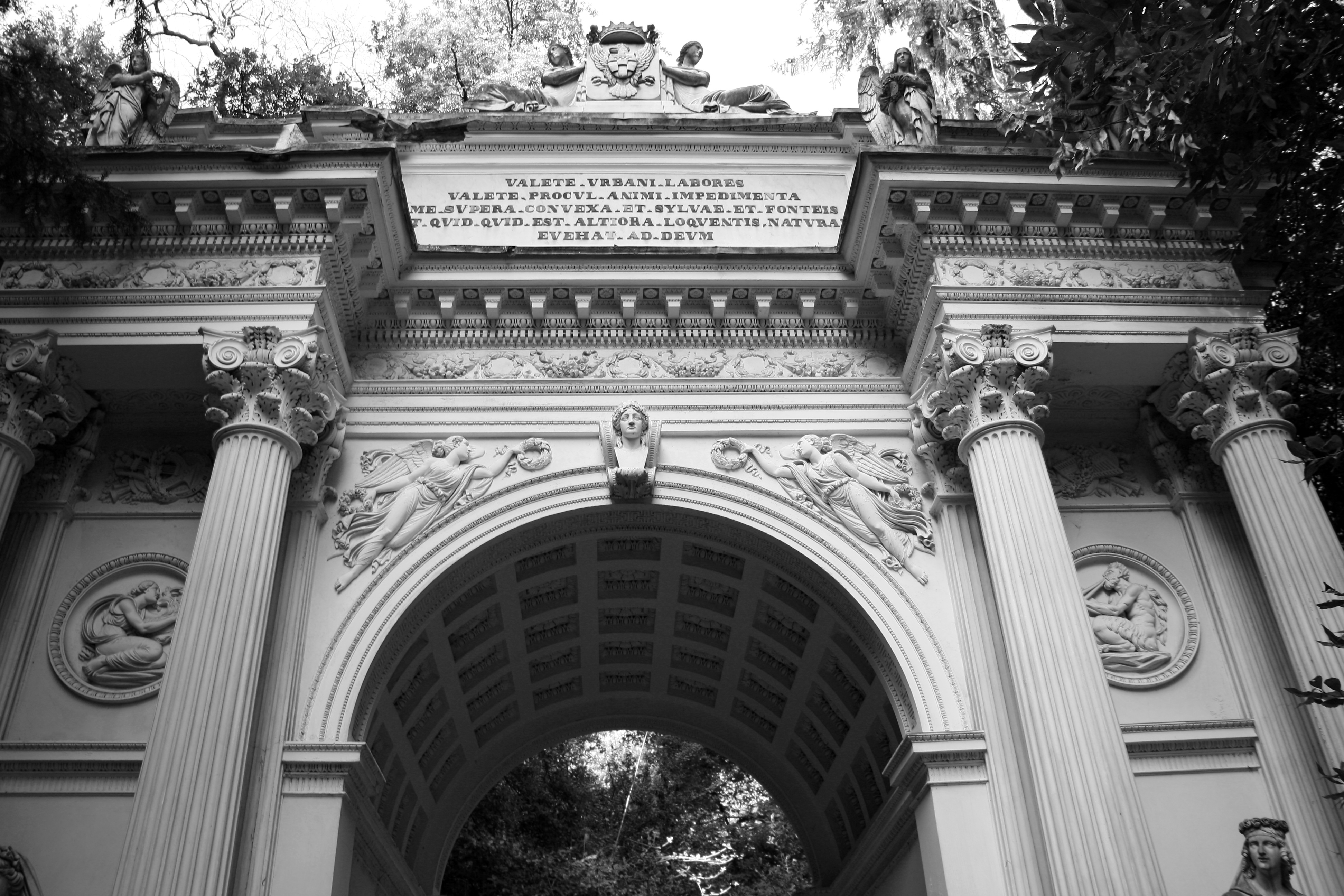
Arco nella villa Durazzo-Pallavicini a Pegli